# Marcos Antônio Malachias Júnior
Marcos Antônio Malachias Júnior, meglio conosciuto come Marquinhos (Barueri, 20 agosto 1982), è un ex calciatore brasiliano naturalizzato bulgaro, di ruolo centrocampista.

## Carriera

### Club
Dopo aver militato in varie squadre brasiliane si trasferisce in Bulgaria, al Belasitsa Petrich, club in cui giocherà dal 2005 al 2007, per poi passare al CSKA Sofia, con cui vincerà un campionato bulgaro e una Supercoppa di Bulgaria.

### Nazionale
Nel 2011 debutta con la nazionale bulgara.

## Palmarès

### Club

#### Competizioni nazionali
- Campionato bulgaro: 1

CSKA Sofia: 2007-2008
- Coppa di Bulgaria: 1

CSKA Sofia: 2010-2011
- Supercoppa di Bulgaria: 1

CSKA Sofia: 2008